# 訃報 2006年5月
訃報 2006年5月（ふほう 2006ねん5がつ）では、2006年5月中に物故した、又は物故が報じられた人物についてまとめる。

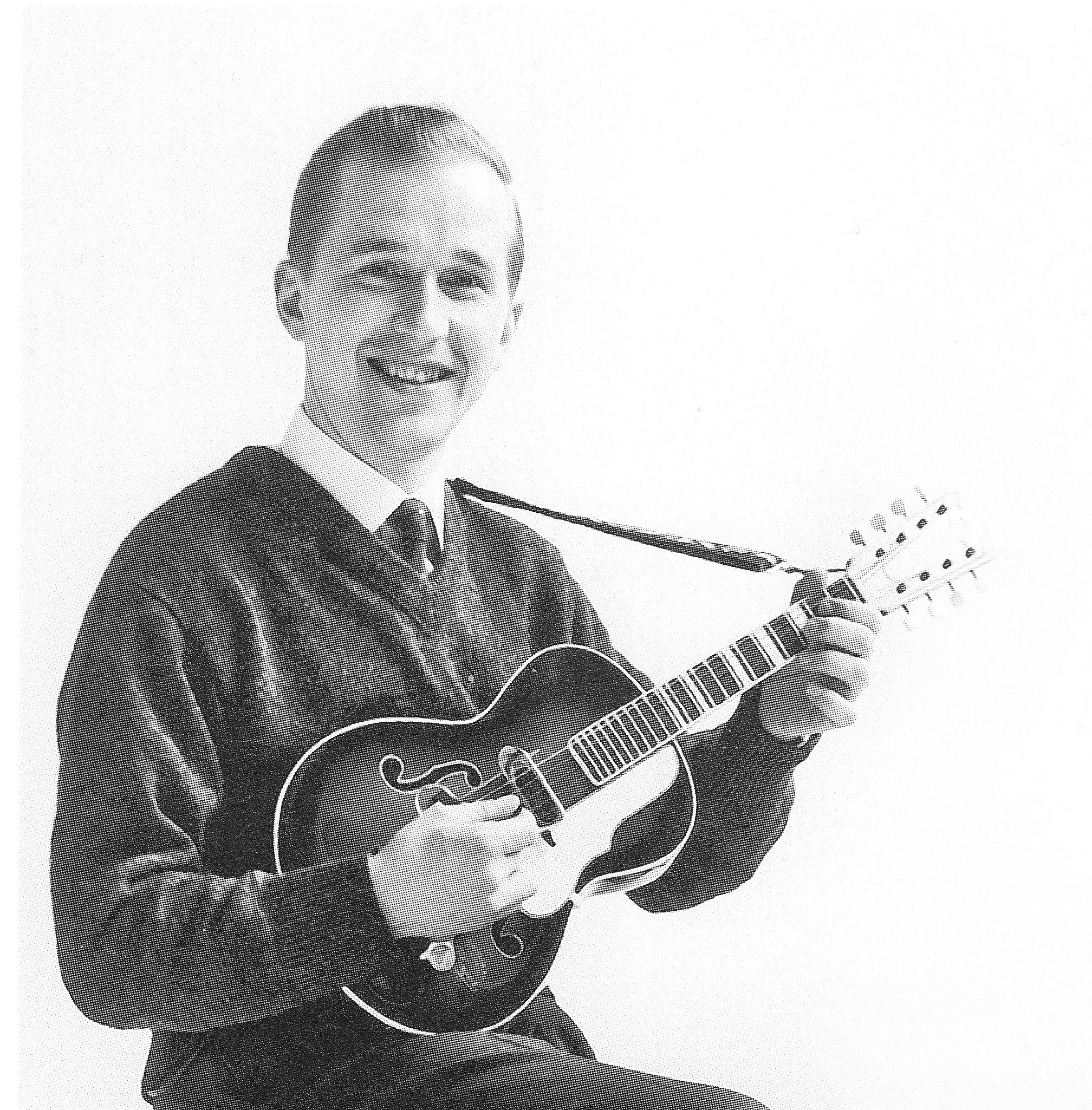
ラウノ・レティネン／5月1日没

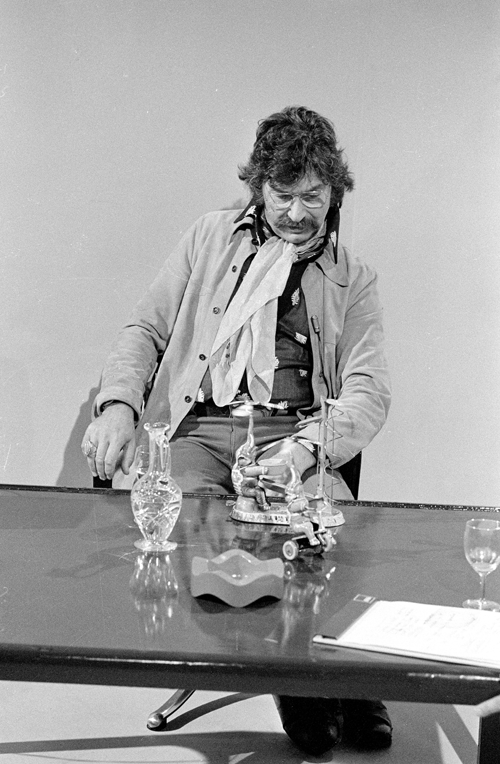
カレル・アペル／5月3日没

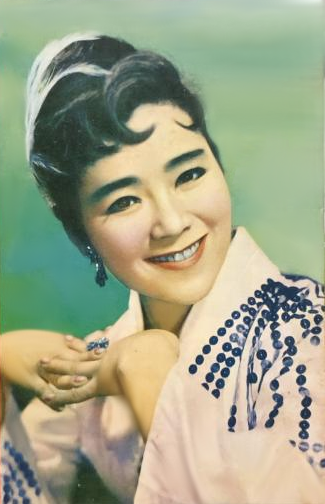
松山恵子／5月7日没

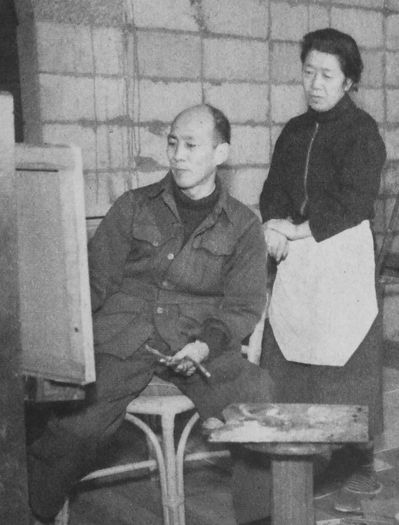
小川マリ（右）／5月8日没

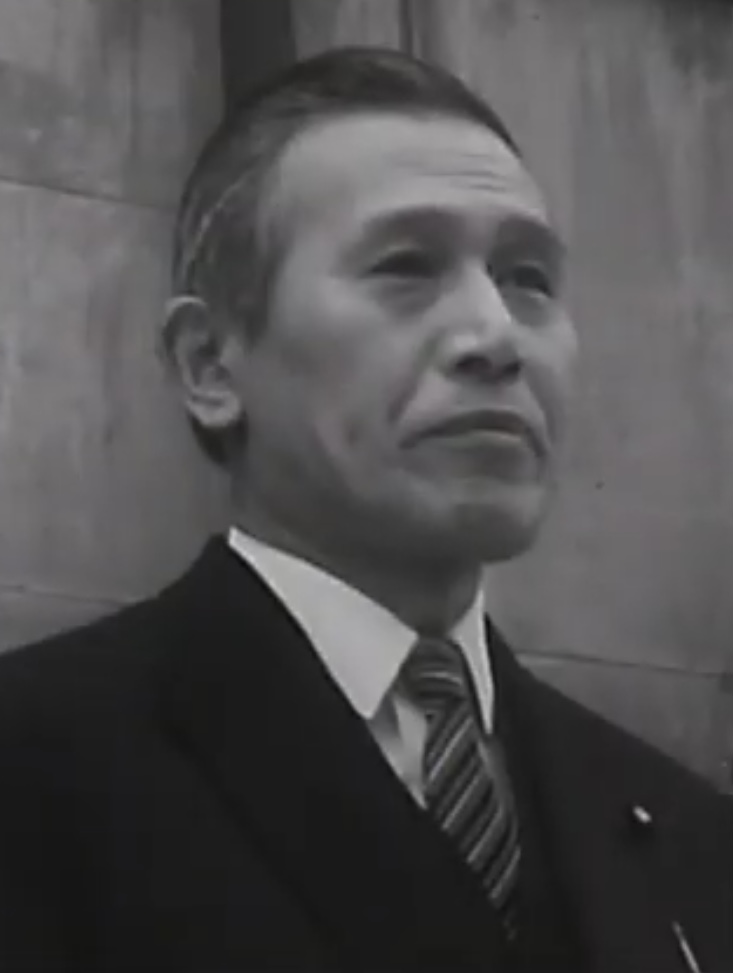
松野頼三／5月10日没

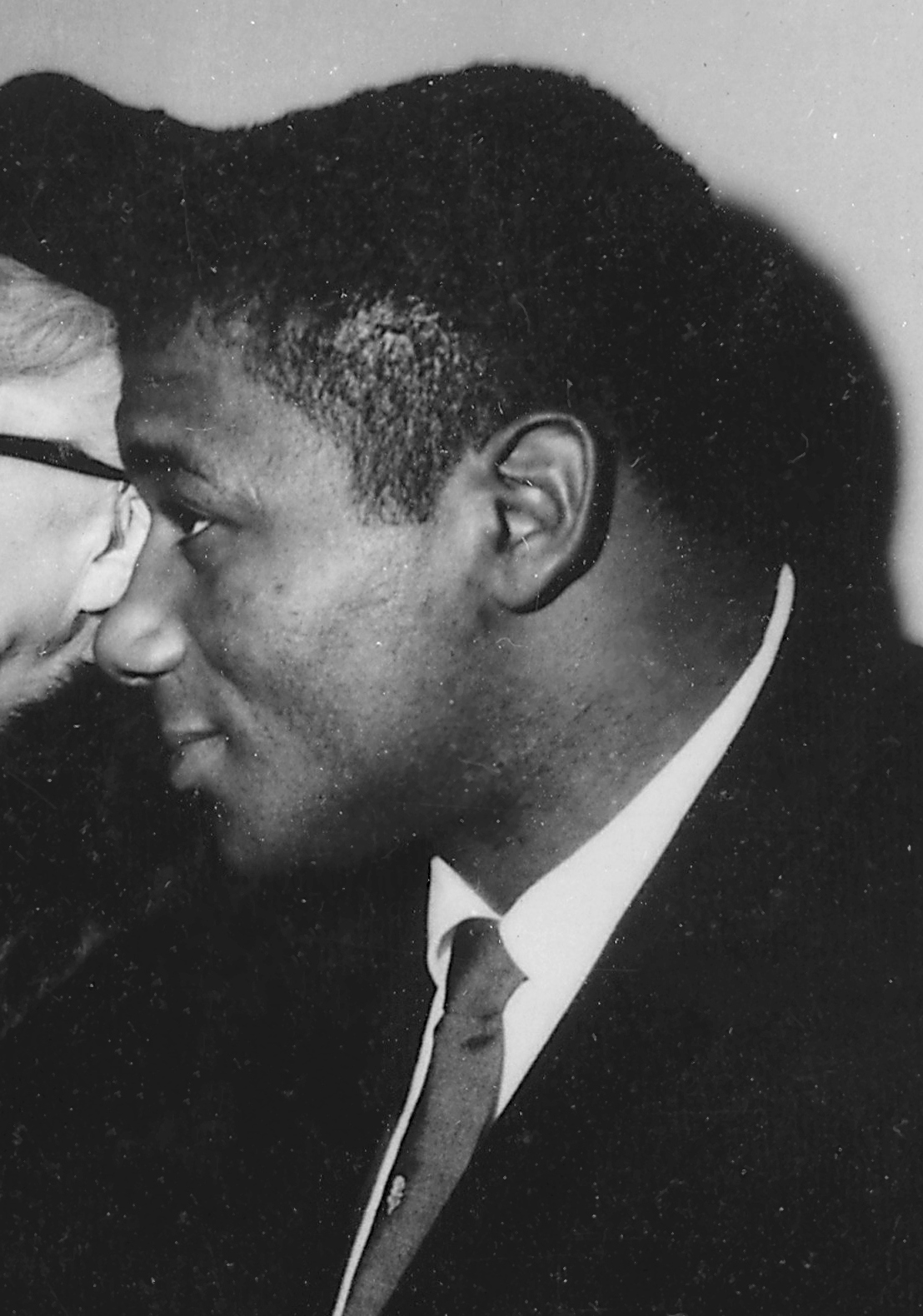
フロイド・パターソン／5月11日没

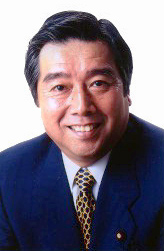
亀井善之／5月12日没

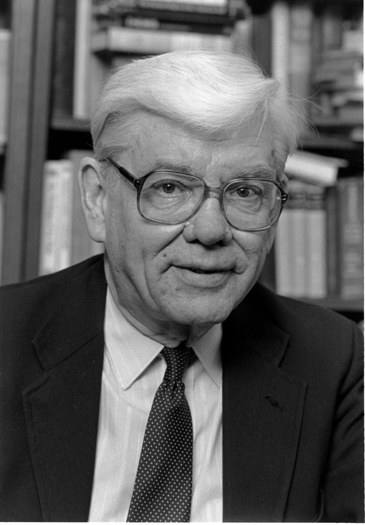
ヤロスラフ・ペリカン／5月13日没

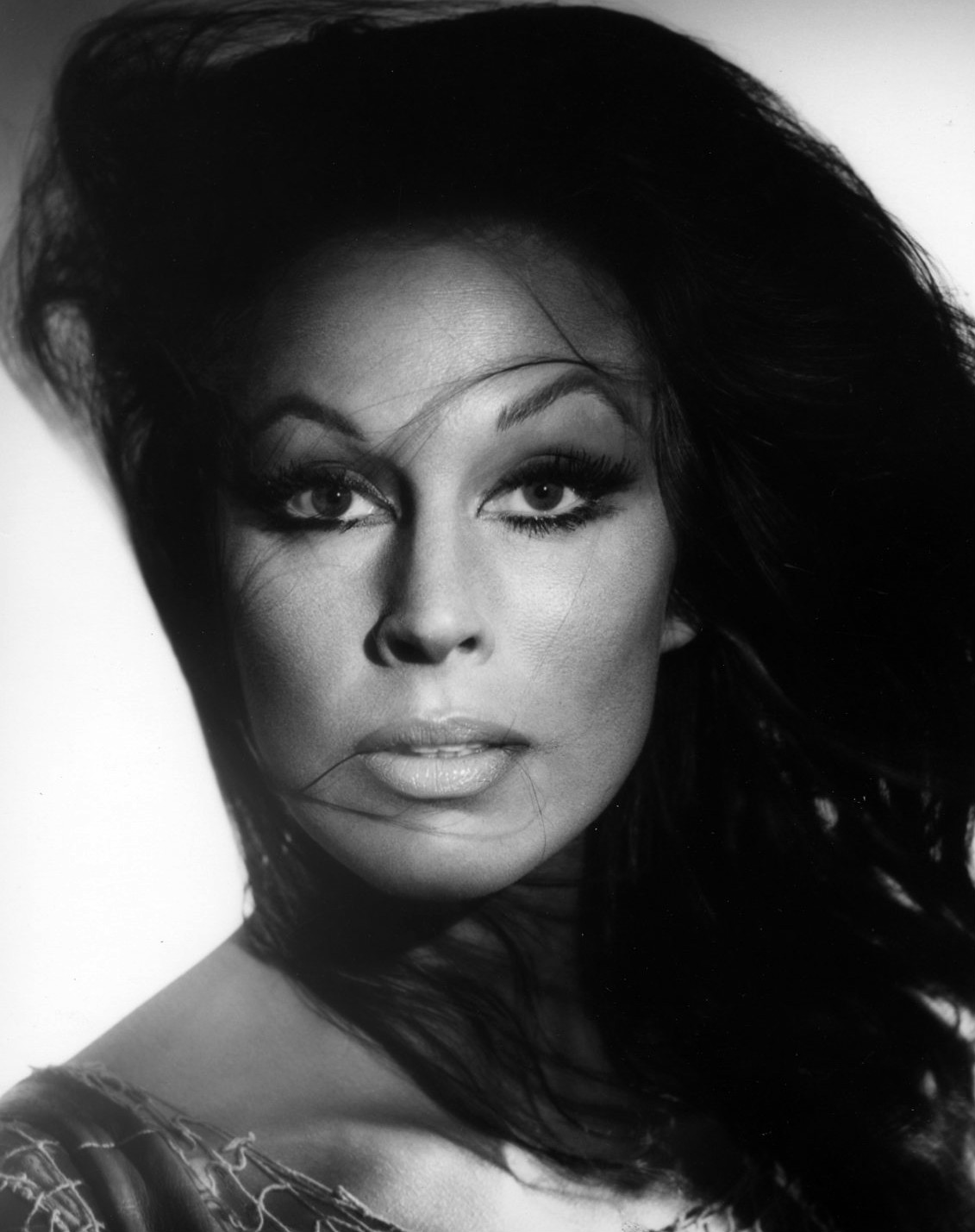
ジョーン・ディーナー／5月13日没

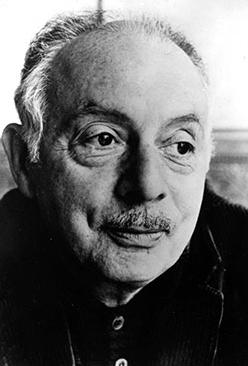
スタンリー・クニッツ／5月14日没

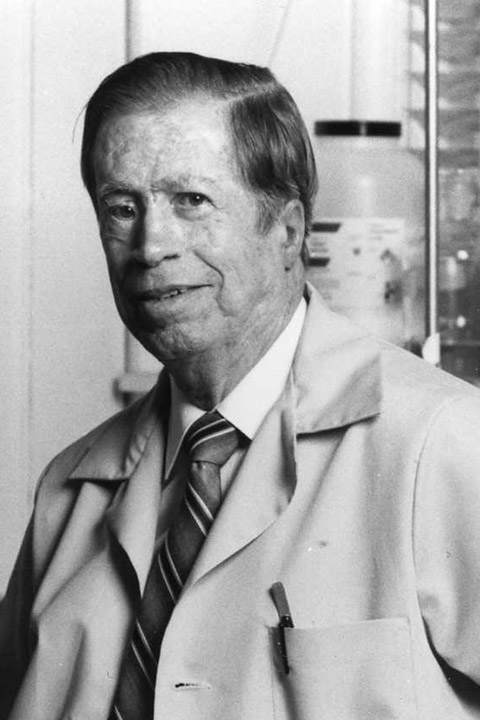
ロバート・メリフィールド／5月14日没

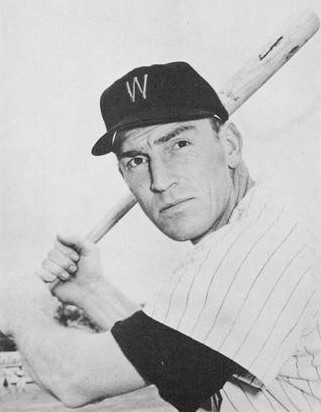
ジム・レモン／5月14日没

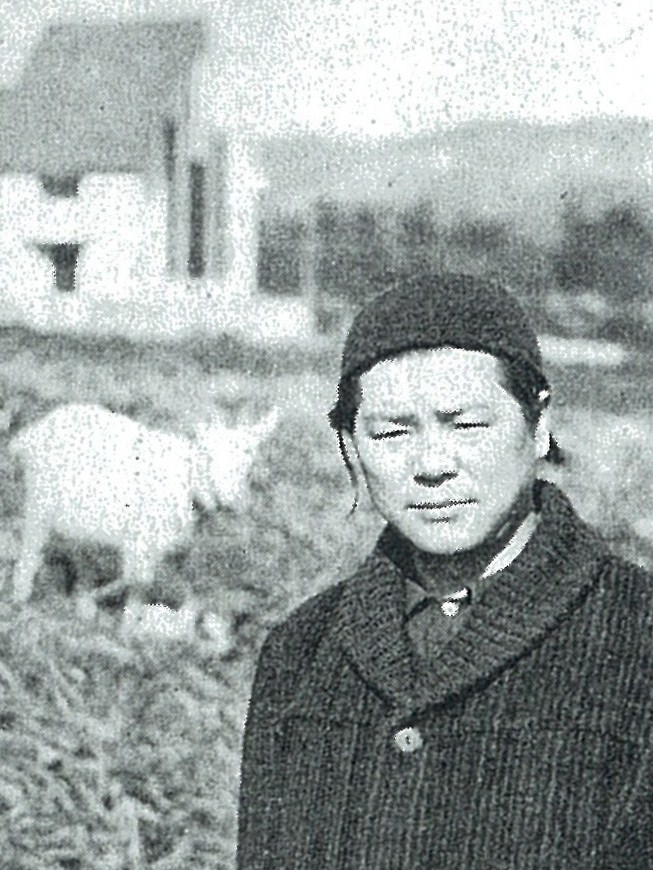
芝田米三／5月15日没

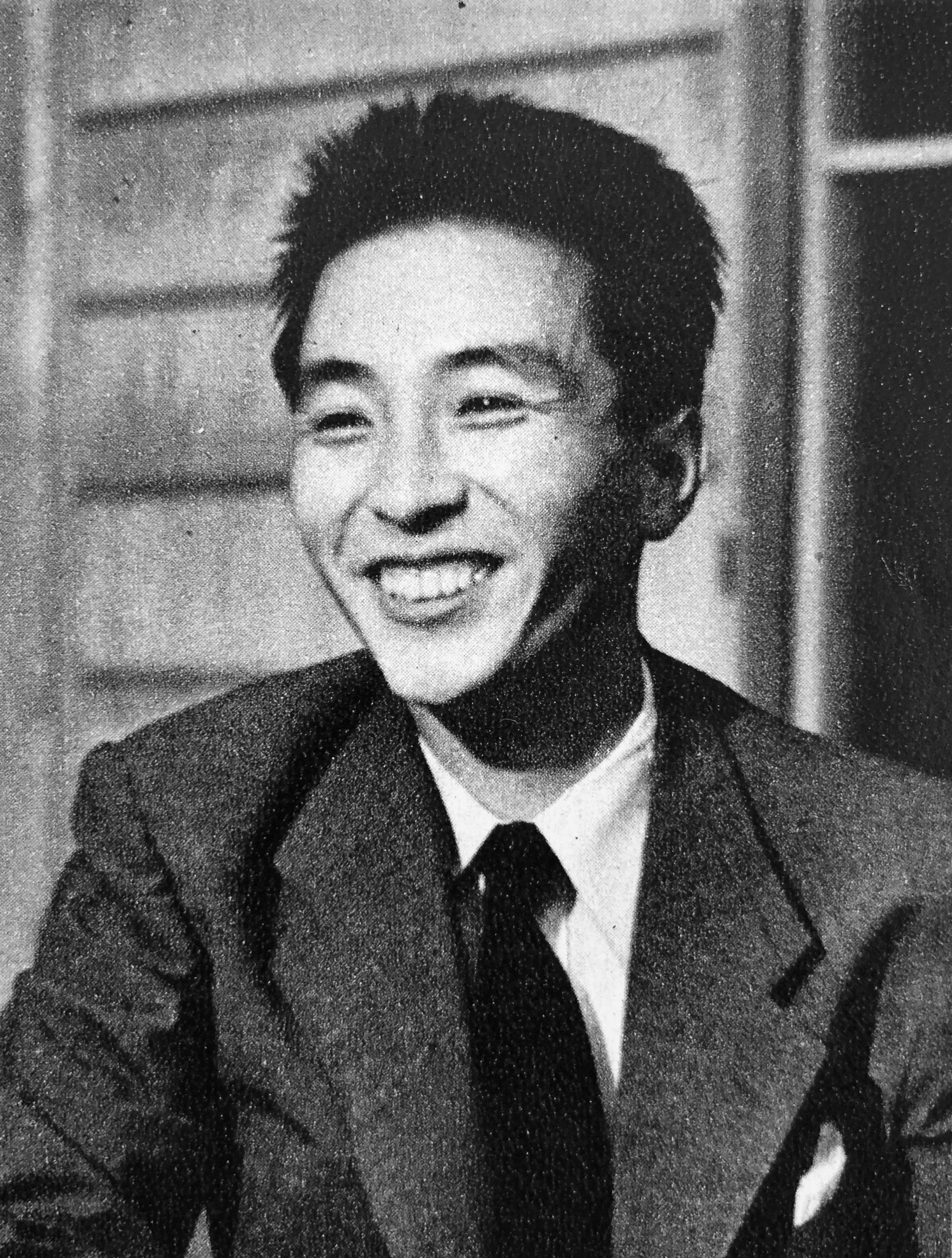
田村高廣／5月16日没

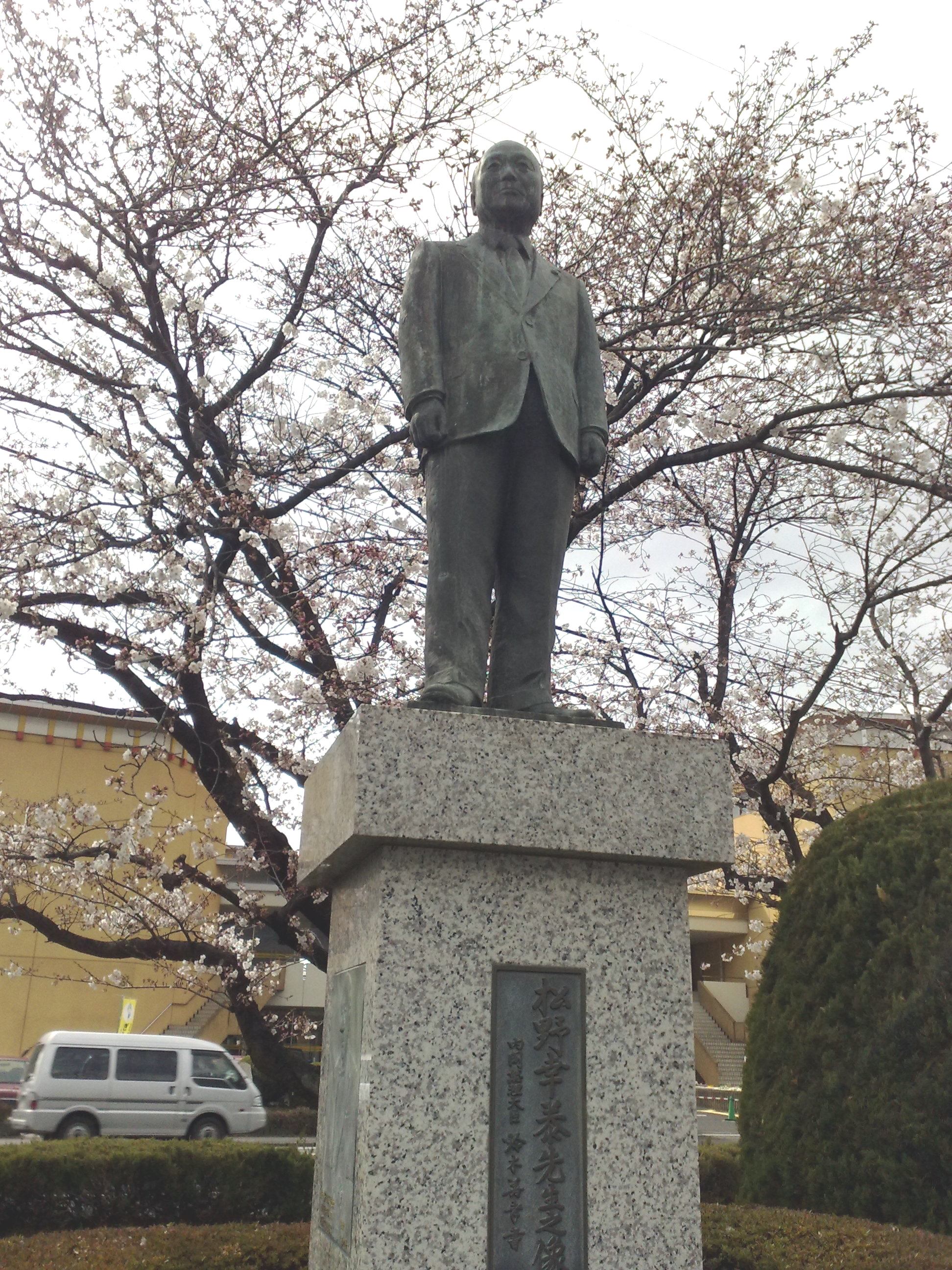
松野幸泰／5月22日没

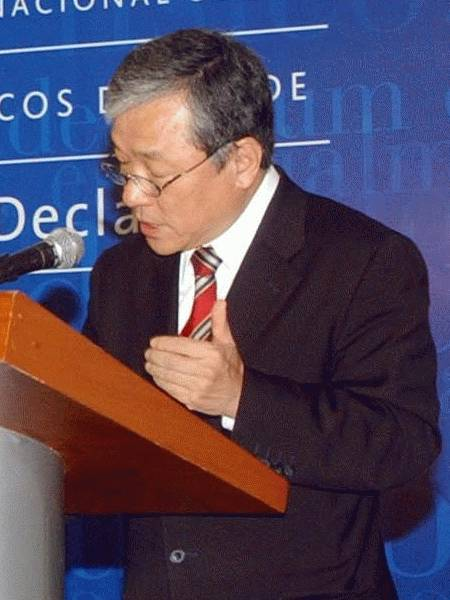
李鍾郁／5月22日没

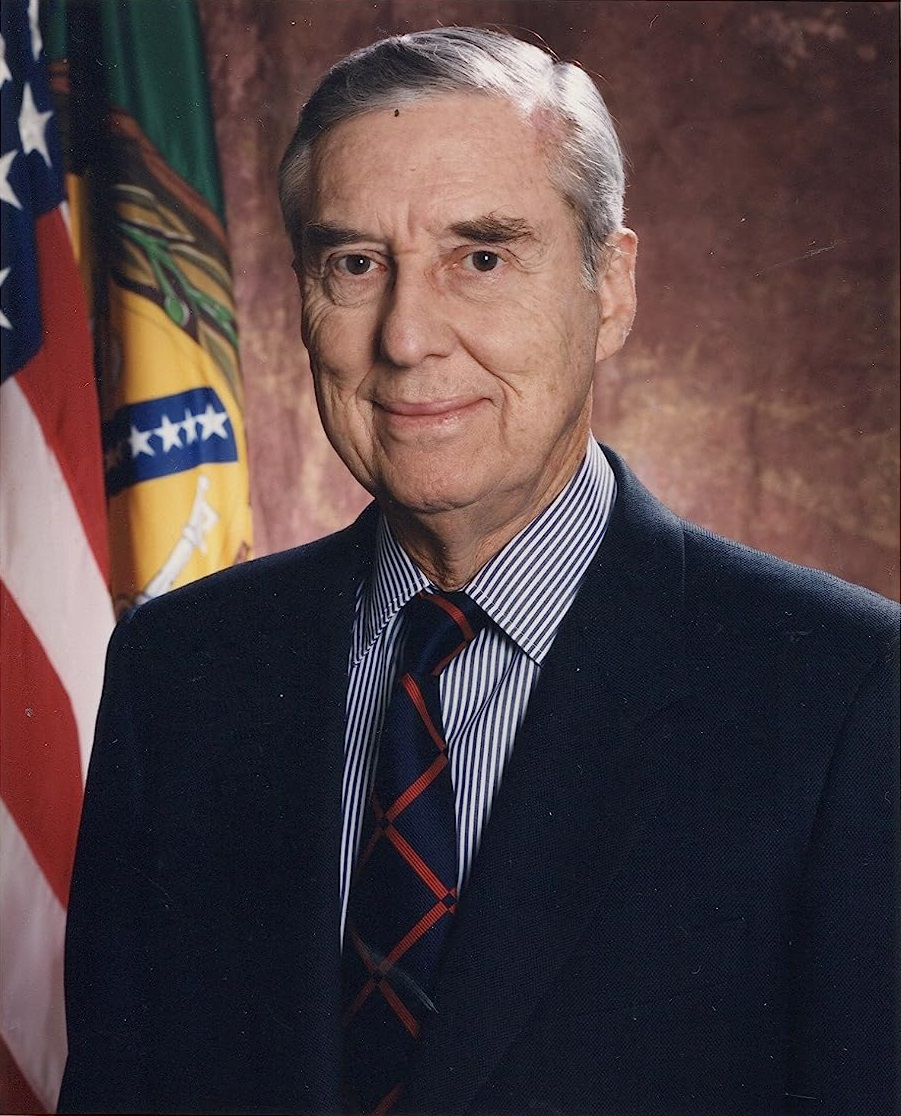
ロイド・ベンツェン／5月23日没

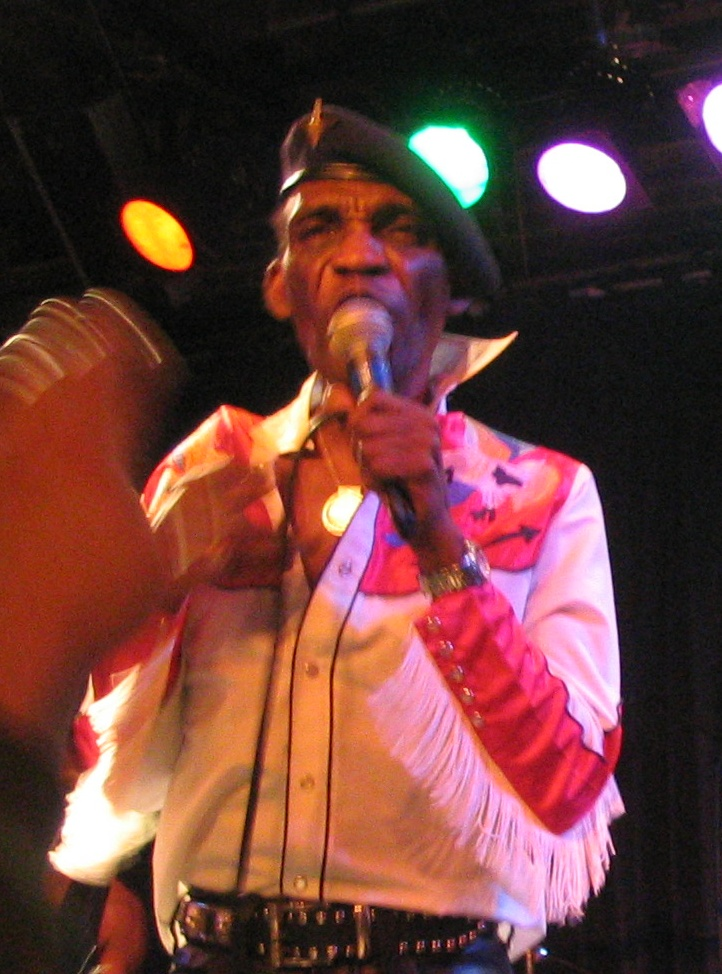
デスモンド・デッカー／5月25日没

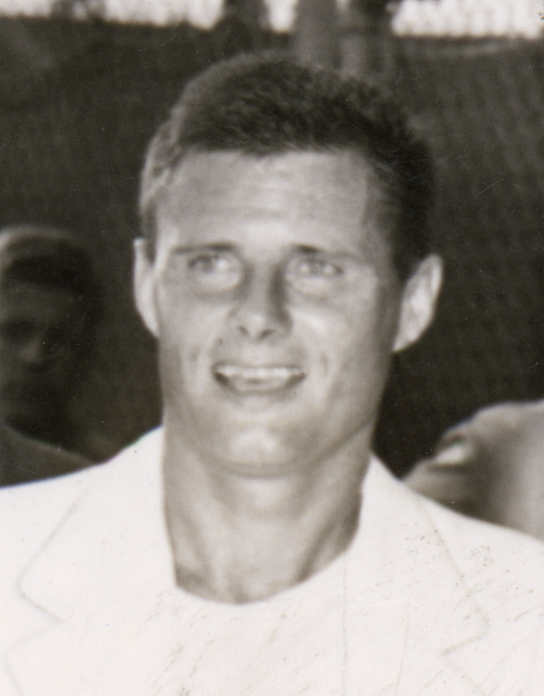
テッド・シュローダー／5月26日没

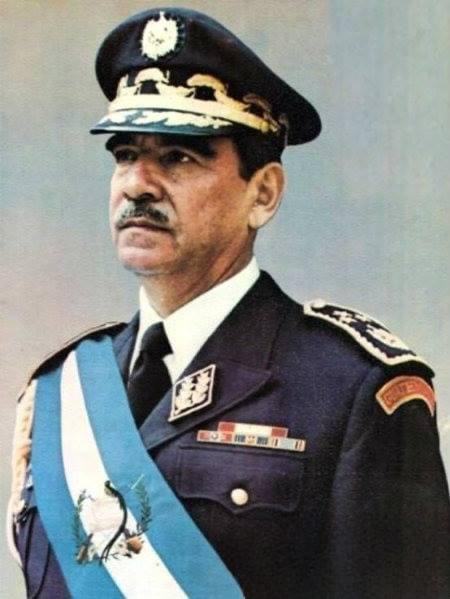
ロメオ・ルカス・ガルシア／5月27日没

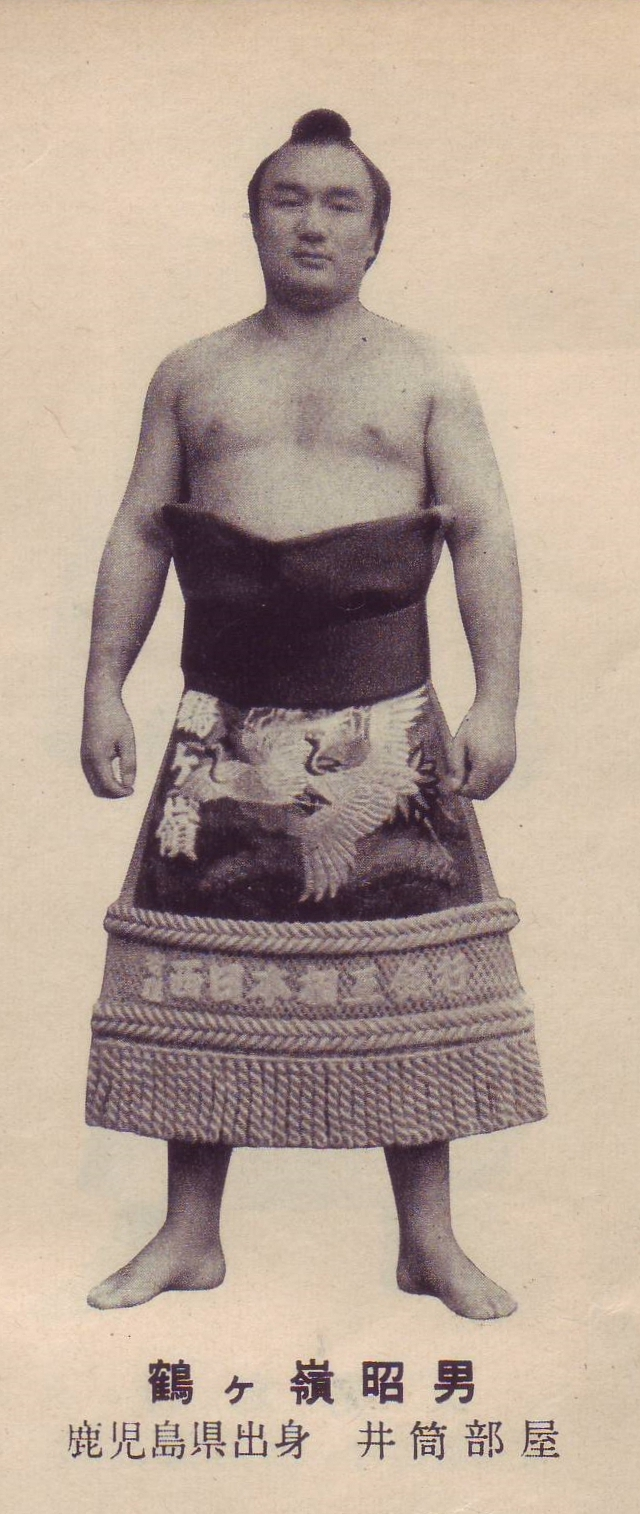
鶴ヶ嶺昭男／5月29日没

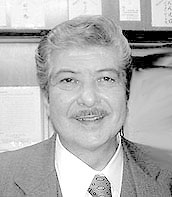
岡田眞澄／5月29日没

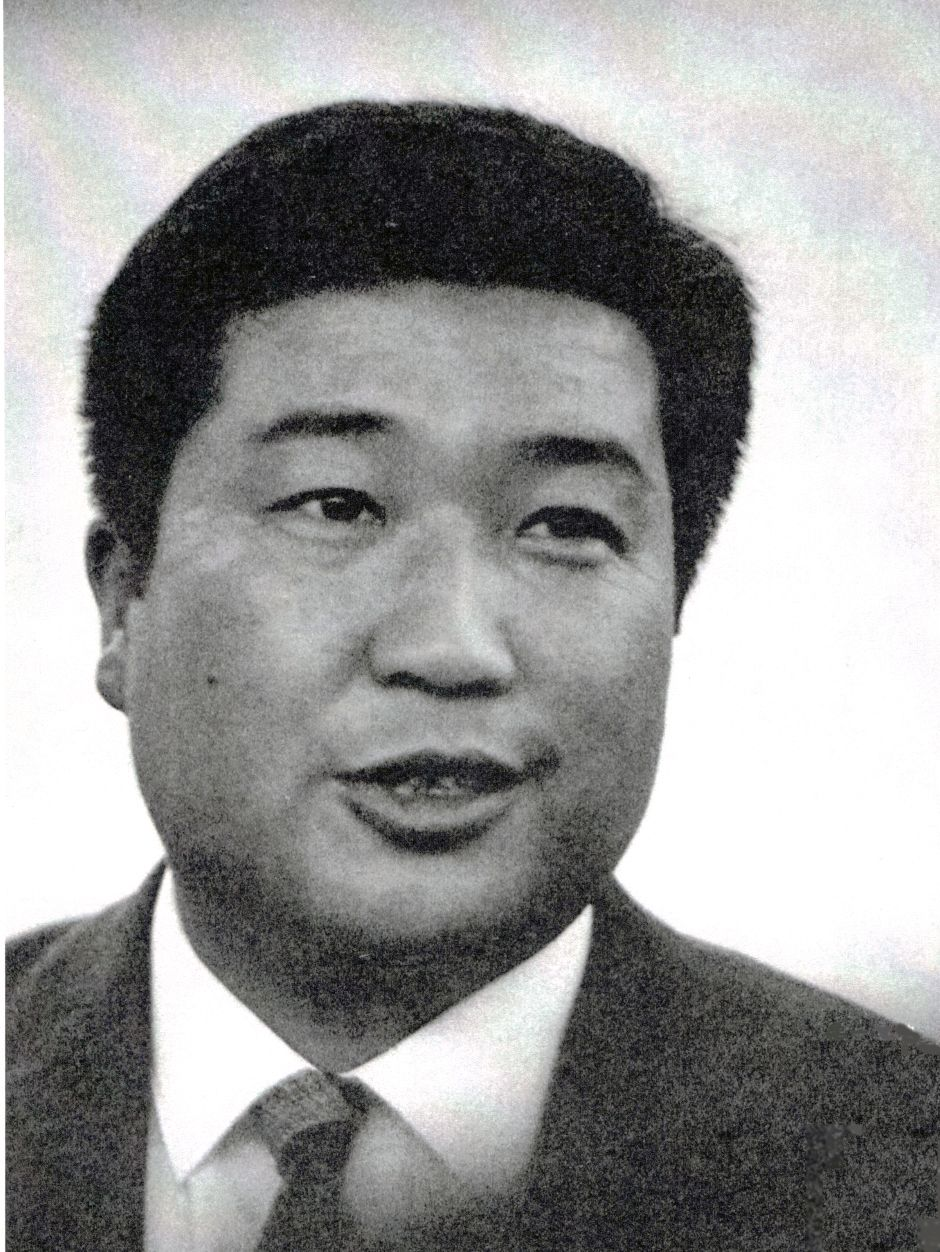
今村昌平／5月30日没

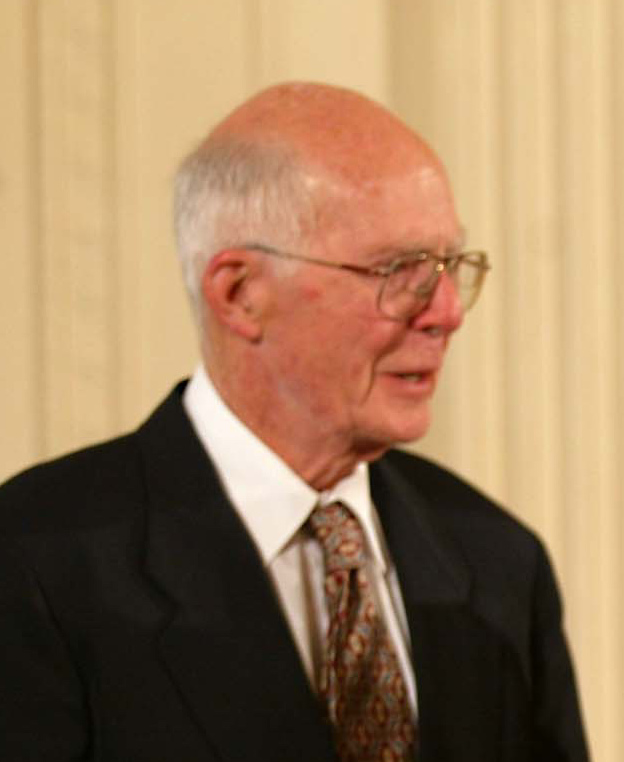
レイモンド・デイビス／5月31日没

## （1日 - 15日）
- 5月1日 - ラウノ・レティネン、フィンランドの作曲家（* 1932年）
- 5月2日 - 坂東文夫、彫刻家（* 1915年）
- 5月3日 - カレル・アペル、オランダの画家（* 1921年）
- 5月4日 - 関嘉彦、政治家、元民社党参議院議員、東京都立大学名誉教授（* 1912年）
- 5月4日 - 吉行理恵、詩人、芥川賞作家（* 1939年）[1]
- 5月4日 - 川崎真弘、作曲家（* 1949年）
- 5月5日 - 岩田順介、政治家、元民主党衆議院議員（* 1937年）
- 5月5日 - 上本孝一、元野球選手（広島東洋カープ所属）、プロ野球審判員（* 1963年）[1]
- 5月6日 - 萱野茂、アイヌ文化研究者、政治家、元社民党・民主党参議院議員、アイヌ初の国会議員（* 1926年）
- 5月6日 - 山本敬三郎、政治家、元参議院議員・静岡県知事（* 1913年）
- 5月7日 - 並河萬里、写真家（* 1931年）[1]
- 5月7日 - 曽我町子、女優、声優（* 1938年）[1]
- 5月7日 - 松山恵子、歌手（* 1938年）[1]
- 5月8日 - 小川マリ、洋画家（* 1901年）
- 5月8日 - 竹元勝雄、元プロ野球選手（* 1926年）[1]
- 5月10日 - 松野頼三、政治家、元自由民主党衆議院議員、元自由民主党総務会長・自由民主党政務調査会長・防衛庁長官（* 1917年）[1]
- 5月10日 - アレクサンドル・ジノビエフ、ロシアの論理学者・社会学者・作家（* 1922年）
- 5月11日 - ヨシ・バナイ（Yossi Banai）、イスラエルの歌手（* 1932年）
- 5月11日 - フロイド・パターソン、アメリカ合衆国のプロボクサー、ヘルシンキオリンピック金メダル、ボクシング世界ヘビー級王者（* 1935年）[1]
- 5月12日 - 亀井善之、政治家、自由民主党衆議院議員、元農林水産大臣・運輸大臣（* 1936年）[1]
- 5月13日 - ヤロスラフ・ペリカン、アメリカ合衆国のキリスト教史学者（* 1923年）
- 5月13日 - ジョーン・ディーナー、アメリカ合衆国の舞台女優（* 1930年）
- 5月14日 - スタンリー・クニッツ、アメリカ合衆国の詩人（* 1905年）
- 5月14日 - ロバート・メリフィールド、アメリカ合衆国の生物化学者、ノーベル化学賞受賞者（* 1921年）
- 5月14日 - 箕輪登、政治家、自由民主党衆議院議員、元郵政大臣（* 1924年）
- 5月14日 - 平川敏夫、日本画家（* 1924年）
- 5月14日 - 菅野久光、政治家、元日本社会党参議院議員・副議長（* 1928年）
- 5月14日 - ジム・レモン、メジャーリーグの元野球選手、ワシントン・セネタース監督（* 1928年）
- 5月15日 - ジョイス・バランタイン・ブランド、アメリカ合衆国の芸術家（* 1918年）
- 5月15日 - 芝田米三、洋画家（* 1926年）

## （16日 - 31日）
- 5月16日 - 田村高廣、俳優（* 1928年）
- 5月17日 - クレア・ボイラン、アイルランドのジャーナリスト（* 1948年）
- 5月18日 - 三堀家義、写真家（* 1921年）
- 5月18日 - ギルバート・ソレンティーノ、アメリカ合衆国の小説家（* 1929年）
- 5月18日 - 相沢進、野球選手、元毎日オリオンズ・高橋ユニオンズ投手（* 1930年）[1]
- 5月20日 - 多田久聖介、特撮俳優（* 1983年）
- 5月21日 - キャサリン・ダンハム（Katherine Dunham）、アメリカ合衆国のダンサー（* 1909年）
- 5月21日 - 寺村輝夫、児童文学者（* 1928年）
- 5月22日 - 松野幸泰、元国土庁長官、元岐阜県知事（* 1908年）[2]
- 5月22日 - 李鍾郁、韓国の医学者、元世界保健機関事務局長（* 1945年）
- 5月23日 - ロイド・ベンツェン、アメリカ合衆国の政治家、元アメリカ合衆国財務長官（* 1921年）
- 5月25日 - 遠山新治、昭和プロダクション会長・創業者、ヴァイオリニスト（* 1917年）
- 5月25日 - ラーシュ・イェーレンステン（Lars Gyllensten）、スウェーデンの作家・医師、スウェーデン・アカデミー会員（* 1921年）
- 5月25日 - デスモンド・デッカー（Desmond Dekker）、ジャマイカのスカ・レゲエミュージシャン（* 1941年）
- 5月25日 - 米原万里、ロシア語通訳者、エッセイスト、ノンフィクション作家、小説家（* 1950年）[1]
- 5月26日 - 山本英一郎、元全日本アマチュア野球連盟会長（* 1919年）[1]
- 5月26日 - テッド・シュローダー、アメリカ合衆国のテニス選手、ウィンブルドン選手権男子シングルス優勝者（* 1921年）[1]
- 5月26日 - エドワール・ミシュラン、フランスの実業家、ミシュラン社主・最高経営責任者（* 1963年）
- 5月27日 - セルマ・リーズ（Thelma Leeds）、アメリカ合衆国の女優（* 1910年）
- 5月27日 - ロメオ・ルカス・ガルシア、グアテマラの軍人・政治家、元グアテマラ大統領（* 1924年）
- 5月27日 - ポール・グリーソン、アメリカ合衆国の俳優（* 1939年）
- 5月28日 - 永井準、放送作家（* 1949年）[1]
- 5月29日 - 鶴ヶ嶺昭男、元大相撲関脇、井筒親方（* 1929年）
- 5月29日 - 岡田眞澄、俳優（* 1935年）[1]
- 5月30日 - 今村昌平、映画監督（* 1926年）[1]
- 5月31日 - レイモンド・デイビス、アメリカ合衆国の物理学者、ノーベル物理学賞受賞者（* 1914年）
- 5月31日 - 鈴木石夫、俳人（* 1925年）